# Lusiglié
Lusiglié est une commune de la ville métropolitaine de Turin, dans le Piémont, en Italie.

## Administration
| Période                                  | Période  | Identité       | Étiquette | Qualité |
| ---------------------------------------- | -------- | -------------- | --------- | ------- |
| 16 mai 2011                              | En cours | Angelo Marasca | civica    |         |
| Les données manquantes sont à compléter. |          |                |           |         |

### Communes limitrophes
San Giorgio Canavese, Rivarolo Canavese, Ciconio, Feletto.